# Dirina massiliensis
Dirina massiliensis är en lavart som beskrevs av Durieu & Mont. Dirina massiliensis ingår i släktet Dirina och familjen Roccellaceae.  Arten är reproducerande i Sverige. Inga underarter finns listade i Catalogue of Life.